# Carolco Pictures
Carolco Pictures, Inc. startete 1976 als eine unabhängige Filmproduktionsgesellschaft, die in den 1980er und 1990er Jahren so erfolgreiche Filme wie Terminator 2 – Tag der Abrechnung, die ersten drei Filme der Rambo-Reihe, Red Heat und Total Recall produzierte. Durch das schlechte Einspielergebnis der Filme Die Piratenbraut und Showgirls musste die Firma 1996 Insolvenz anmelden.

## Geschichte
Gegründet wurde die Firma von den zwei Privatinvestoren Mario Kassar und Andrew G. Vajna. Deren Ziel war es, eine größere unabhängige Filmproduktionsgesellschaft von Blockbuster-Filmen zu werden. Bei ihren ersten Filmen arbeiteten sie mit dem kanadischen Theatermagnaten Garth Drabinsky als Co-Produzenten zusammen.
Bereits 1989 verkaufte Vajna seine Anteile an Carolco und gründete im November 1989 seine eigene Produktionsfirma Cinergi Pictures Entertainment Inc.

## Wissenswertes
Die Hintergrundmusik des Carolco Firmenlogovorspanns, das von ca. Mitte der 1980er bis zur Insolvenz des Unternehmens Mitte der 1990er Jahre für die Mehrzahl der Filme verwendet wurde, stammte aus der Feder von Filmkomponist Jerry Goldsmith und weist Parallelen zu der Komposition und Instrumentation seiner Filmmusik für Rambo II – Der Auftrag auf.

## Filmografie (Auswahl)
- 1978: Dein Partner ist der Tod (The Silent Partner)
- 1980: Das Grauen (The Changeling)
- 1982: Superstition
- 1982: Rambo (First Blood)
- 1985: Rambo 2 – Der Auftrag (Rambo: First Blood Part II)
- 1987: Angel Heart
- 1987: Ausgelöscht (Extreme Prejudice)
- 1987: Nightflyer (Nightflyers)
- 1987: Die Fürsten der Dunkelheit (Prince of Darkness)
- 1987: Pathfinder (Ofelaš bzw. Veiviseren)
- 1988: Rambo III
- 1988: Red Heat
- 1988: Der stählerne Adler II (Iron Eagle II)
- 1988: Sie leben (They Live)
- 1988: Watchers gnadenlos gejagt (Watchers)
- 1989: Deep Star Six
- 1989: Johnny Handsome – Der schöne Johnny (Johnny Handsome)
- 1989: Lock Up – Überleben ist alles (Lock Up)
- 1989: Shocker
- 1990: Land der schwarzen Sonne (Mountains of the Moon)
- 1990: Die totale Erinnerung – Total Recall (Total Recall)
- 1990: Air America
- 1990: Narrow Margin – 12 Stunden Angst (Narrow Margin)
- 1990: Jacob’s Ladder – In der Gewalt des Jenseits (Jacob's Ladder)
- 1990: Hamlet
- 1991: L.A. Story
- 1991: The Doors
- 1991: Terminator 2 – Tag der Abrechnung (Terminator 2: Judgment Day)
- 1992: Basic Instinct
- 1992: Universal Soldier
- 1992: Chaplin
- 1993: Cliffhanger – Nur die Starken überleben (Cliffhanger)
- 1994: Ein fast perfektes Verhältnis (Mona Must Die)
- 1994: Wagons East!
- 1994: Stargate
- 1995: Showgirls
- 1995: Das Tal der letzten Krieger (Last of the Dogmen)
- 1995: Die Piratenbraut (Cutthroat Island)